# 黄氏丽园
黄氏丽园，位于中国福建省长汀县汀州镇水东街新丰街，汀州纸行老板1945年建。欧式洋楼，坐南朝北，占地面积410平方米。砖、石、木结构，由门楼、空坪、两层正楼、左侧三层楼房和右侧平房等组成。门楼及楼房正面有石雕和泥塑。建材多从东洋进口。2009年11月16日公布为第七批福建省文物保护单位。